# Хандверкер, Мариан
Мариан Хандверкер (род. 14 декабря 1944 года) — бельгийский кинорежиссёр и сценарист.

## Биография
Родился в 1944 году в казахстанском городе Талды-Курган. В 1967 году вернулся на историческую родину. С отличием окончил IAD.
Его первый фильм «Медвежья клетка» (1974) предлагался для показа на Каннском кинофестивале.
Фильм «Мари» (1992) демонстрировался в России.

## Основные работы
Режиссёр
- 2008 : Борьба с ангелом (Combat avec l’ange)
- 1998 : Чистая фантастика (Pure fiction)
- 1992 : Мари (Marie)
- 1984 : Зимний путь (Le Voyage d’hiver)
- 1974 : Медвежья клетка (La Cage aux ours)

Телевидение
- 2006 : Со временем (Avec le temps)
- 2003 : Люсиль и маленький принц (Lucille et le petit prince)
- 1999 : Доктор Сильвестр (Docteur Sylvestre)

### Сценарист
- 1983 : Перед битвой (Avant la bataille)